# EFTA-Überwachungsbehörde
Die EFTA-Überwachungsbehörde ist eine internationale Institution mit Sitz in Brüssel.
Die Behörde überwacht die Einhaltung der Normen für die Freihandelszone des Europäischen Wirtschaftsraums (EWR) in denjenigen Mitgliedstaaten der Europäischen Freihandelsassoziation (EFTA), die gleichzeitig dem EWR angehören. Seit 2003 sind dies Island, Liechtenstein und Norwegen. Zuvor waren auch Finnland, Österreich und Schweden Mitgliedstaaten. Die Einrichtung hat die Aufgabe, sicherzustellen, dass die Regelungen des EWR auch in diesen Staaten angewandt werden.
Geleitet wird die Behörde von einem Kollegium, für das jeder EWR/EFTA-Mitgliedstaat ein Mitglied für die Dauer von vier Jahren entsendet. Seit 2022 besteht das Kollegium aus:
- Arne Røksund, Präsident
- Stefan Barriga
- Árni Páll Árnason

Die Behörde wurde 1994 auf der Grundlage des Surveillance and Court Agreement gemeinsam mit dem EFTA-Gerichtshof errichtet. Beschäftigt sind hier ca. 95 Personen (Stand: 2022).